# Voodoo Chile
Pistes de Electric Ladyland
Crosstown Traffic Little Miss Strange
Voodoo Chile est une chanson du groupe musical The Jimi Hendrix Experience parue sur l'album Electric Ladyland (1968). Elle est remarquable pour ses 15 minutes, couvrant les trois quarts de la face A du premier disque. Pour l'essentiel, il s'agit d'une improvisation de blues. La chanson Voodoo Child (Slight Return) apparait sur le même album.
Enregistrée le 2 mai 1968 au Record Plant Studios à New York, la session inclut Mitch Mitchell, batteur de The Jimi Hendrix Experience, Steve Winwood de Traffic à l'orgue B3, et Jack Casady de Jefferson Airplane à la basse.

## Histoire
Après les sessions d'enregistrement tardives de Electric Ladyland, Hendrix et le groupe se rendent souvent dans l'un des clubs de New York, pour improviser avec quiconque s'y trouvait. Une de ces jams a lieu avec Steve Winwood et Jack Casady. Noel Redding, bassiste habituel du groupe, n'est pas présent car il est parti de Record Plant Studios plus tôt, ce soir-là. Ils passent la nuit à jouer Voodoo Chile et, lorsque le club ferme, Hendrix invite tout le monde à venir en studio.
Vers 7 heures le matin suivant (pas clair : le surlendemain ?), ils commencent à enregistrer officiellement Voodoo Chile, en seulement 3 prises étalées sur une heure. La seconde prise échoue, car une corde de guitare casse. Les première et seconde prises sont utilisées dans Voodoo Chile Blues, qui est une combinaison des deux prises, sorties sur l'album posthume Blues. La version finale de 15 minutes est le plus long enregistrement studio d'Hendrix. Même si Voodoo Chile ressemble à un enregistrement live, en réalité le bruit de la foule n'a été enregistré qu'après. Une vingtaine de personnes avaient été conviées pour la tâche.

## Origine
La chanson évolua avec le temps, à partir  d'une chanson appelée Catfish Blues que Hendrix appelait aussi Experiencing the Blues, en hommage à Muddy Waters. La chanson était faite d'un medley de versets de Muddy Waters, incluant Rollin' Stone, Still a Fool et Rollin' and Tumblin'.
L'utilisation du mot « chile » est une mauvaise écriture délibérée du mot « child », car Hendrix ne prononçait pas la fin du mot, comme pour la chanson Highway Chile. Un exemple similaire se retrouve dans le morceau Boogie Chillen de John Lee Hooker, « chillen » et « chillun » étant à la fois une déformation orale et une mauvaise écriture de « children ».